# Hsunycteris cadenai
Hsunycteris cadenai (Woodman & Timm, 2006) è un pipistrello della famiglia dei Fillostomidi endemico della Colombia.

## Descrizione

### Dimensioni
Pipistrello di piccole dimensioni, con la lunghezza della testa e del corpo tra 51 e 56 mm, la lunghezza dell'avambraccio tra 31,4 e 32,7 mm, la lunghezza della coda tra 7 e 10 mm, la lunghezza del piede tra 8 e 10 mm, la lunghezza delle orecchie tra 14 e 15 mm.

### Aspetto
La pelliccia è corta. Le parti dorsali sono bruno-rossastre con la base dei peli giallo-brunastra, mentre le parti ventrali variano dal bruno-giallastro al bruno cannella. Il muso è lungo, con il labbro inferiore attraversato da un profondo solco longitudinale contornato da due cuscinetti carnosi e che si estende ben oltre quello superiore. La foglia nasale è lanceolata, ben sviluppata e con la porzione anteriore saldata al labbro superiore. Le orecchie sono corte, triangolari con l'estremità arrotondata e ben separate tra loro. Le ali sono attaccate posteriormente sulle caviglie. La coda è corta e fuoriesce con l'estremità dalla superficie dorsale delluropatagio. Il calcar è più corto del piede.

## Biologia

### Alimentazione
Si nutre di nettare e polline.

## Distribuzione e habitat
Questa specie è conosciuta soltanto in alcune località della costa centro-occidentale della Colombia.
Vive nelle foreste pluviali pedemontane.

## Conservazione
Questa specie, essendo stata scoperta solo recentemente, non è stata sottoposta ancora a nessun criterio di conservazione.